# نيك كانون
نيكولاس سكوت يختصر بنيك (بالإنجليزية: Nick Cannon) (ولد في 8 أكتوبر 1980) هو ممثل أميركي وكوميدي ومغني الراب ومنظم حفلات ومذيع وشخصية تلفزيونية شهيرة. قدم برنامج المواهب الأمريكية وكان متزوجا من ماريا كاري.

## الحياة الشخصية
تزوج كانون من المغنية ماريا كاري في 30 أبريل 2008، في أرضها الخاصة في جزيرة ويندرمير في جزر البهاما. في 30 أبريل 2011، في الذكرى السنوية الثالثة لزواجهما، أنجبت كاري توأمان: الابنة مونرو (تيمنا بـمارلين مونرو) والابن موروكان سكوت، لأن كانون عرض على كاري الزواج في غرفتها التي كانت على الطراز المغربي؛ بينما سكوت هو الاسم الأوسط لكانون واسم جدته قبل الزواج. مونرو، مثل والدتها، ليس لها اسم أوسط. بعد ست سنوات من الزواج، انفصل الزوجان ورفعا دعوى الطلاق في عام 2014، على الرغم من لم شملهما لفترة وجيزة في عام 2015. تم الانتهاء من إجراءات طلاقهما في عام 2016.
أنجب كانون من العارضة بريتاني بيل ابنه جولدين «ساجون»، والذي ولد في 21 فبراير 2017.
تم نقل كانون إلى المستشفى في 4 يناير 2012، لعلاج «فشل كلوي بسيط»، ومرة أخرى في 17 فبراير 2012 بسبب الانصمام الرئوي. في 5 مارس 2012، أعلن أن مشاكله في الكلى كانت بسبب ذئبة التهاب الكلى.
التحق كانون بجامعة هوارد في عام 2016 وتخرج في عام 2020 بدرجة البكالوريوس في علم الجريمة وفي الدراسات الأفريقية.

### النشاط
في عام 2011، قام كانون بتصوير إعلان خدمة عامة لـ Do Something لتشجيع المراهقين على العثور على شغفهم واتخاذ إجراءات في مجتمعاتهم. منذ عام 2011، عمل كانون كمتحدث باسم المشاهير لحملة الطعام الوطنية السنوية للرابطة الوطنية لساعي البريد، والتي تقام في جميع أنحاء الولايات المتحدة يوم السبت الثاني في مايو.

### الجدل حول العنصرية
في 14 يوليو 2020، تم طرد كانون من قبل ViacomCBS بعد أن أدلى بتصريحات عنصرية ومعادية للسامية خلال حلقة من بودكاست له مع البروفيسور جريف. أيد كانون مؤامرات حول السيطرة اليهودية على الأموال، وقال أن اليهود قد سرقوا هوية السود الذين هم في الواقع «العبرانيين الحقيقيين»، واستشهد بلويس فرخان، الذي وصفه مركز قانون الحاجة الجنوبي ورابطة مكافحة التشهير بأنه معاد للسامية. كما ألقى كانون تصريحات تدعم سيادة السود، واصفا الأشخاص بيض البشرة بـ «المتوحشين» الذين هم «أقرب إلى الحيوانات»، مدعيا «أن الطريقة الوحيدة التي يمكنهم التصرف من خلالها هي الشر».

## وصلات خارجية
- الموقع الرسمي
- Nick Cannon at أول ميوزيك
- نيك كانون على موقع IMDb (الإنجليزية)
- نيك كانون على موقع روتن توميتوز (الإنجليزية)
- نيك كانون على موقع ألو سيني (الفرنسية)
- نيك كانون على موقع ميوزك برينز (الإنجليزية)
- نيك كانون على موقع رولينغ ستون (الإنجليزية)
- نيك كانون على موقع تيرنر كلاسيك موفيز (الإنجليزية)
- نيك كانون على موقع أول موفي (الإنجليزية)
- نيك كانون على موقع قاعدة بيانات الأفلام السويدية (السويدية)
- نيك كانون على موقع إن إن دي بي (الإنجليزية)
- نيك كانون على موقع أول ميوزيك (الإنجليزية)